# 水飲み場

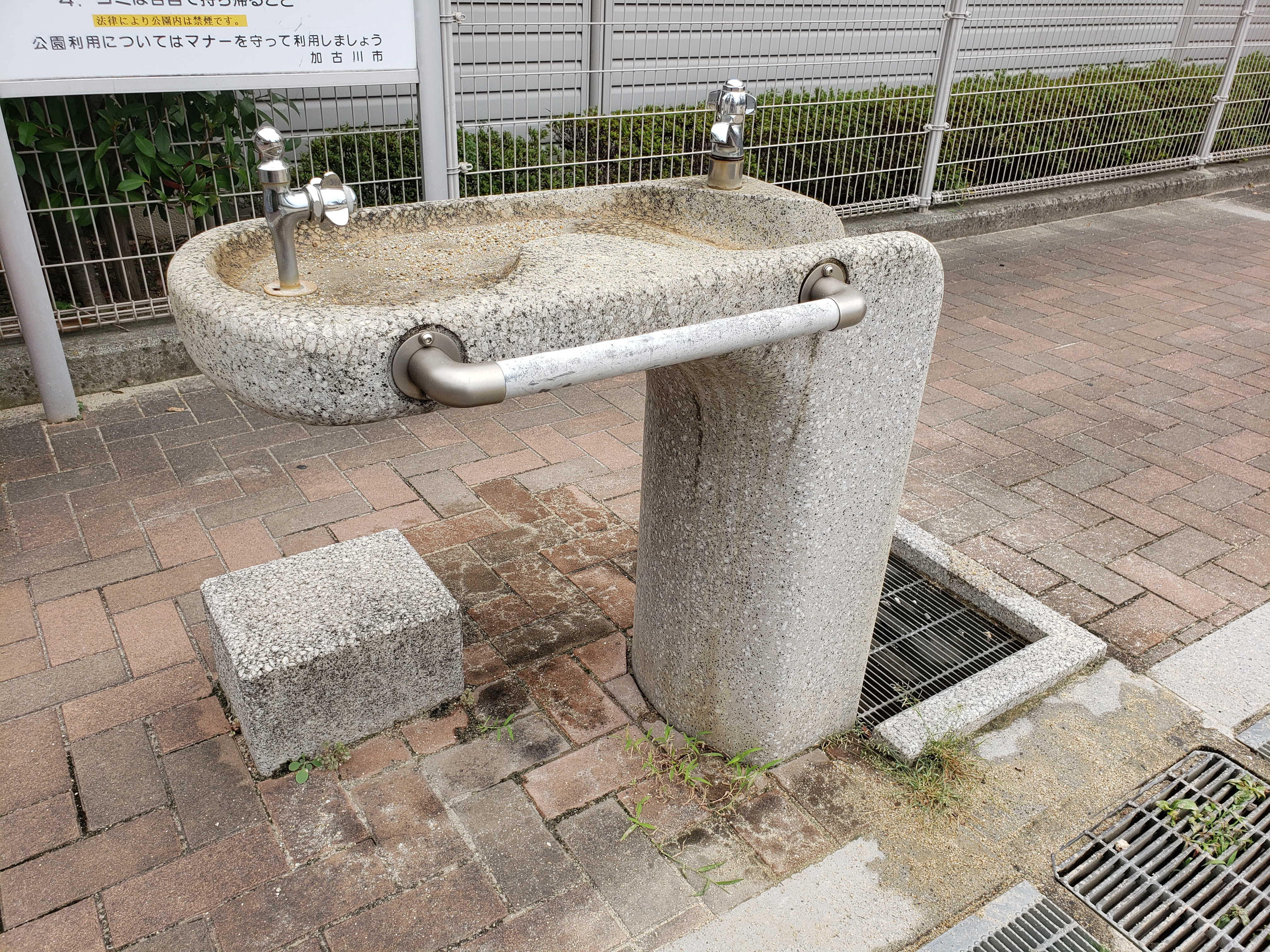
日本の公園でよくみられる水飲み場（兵庫県加古川市）

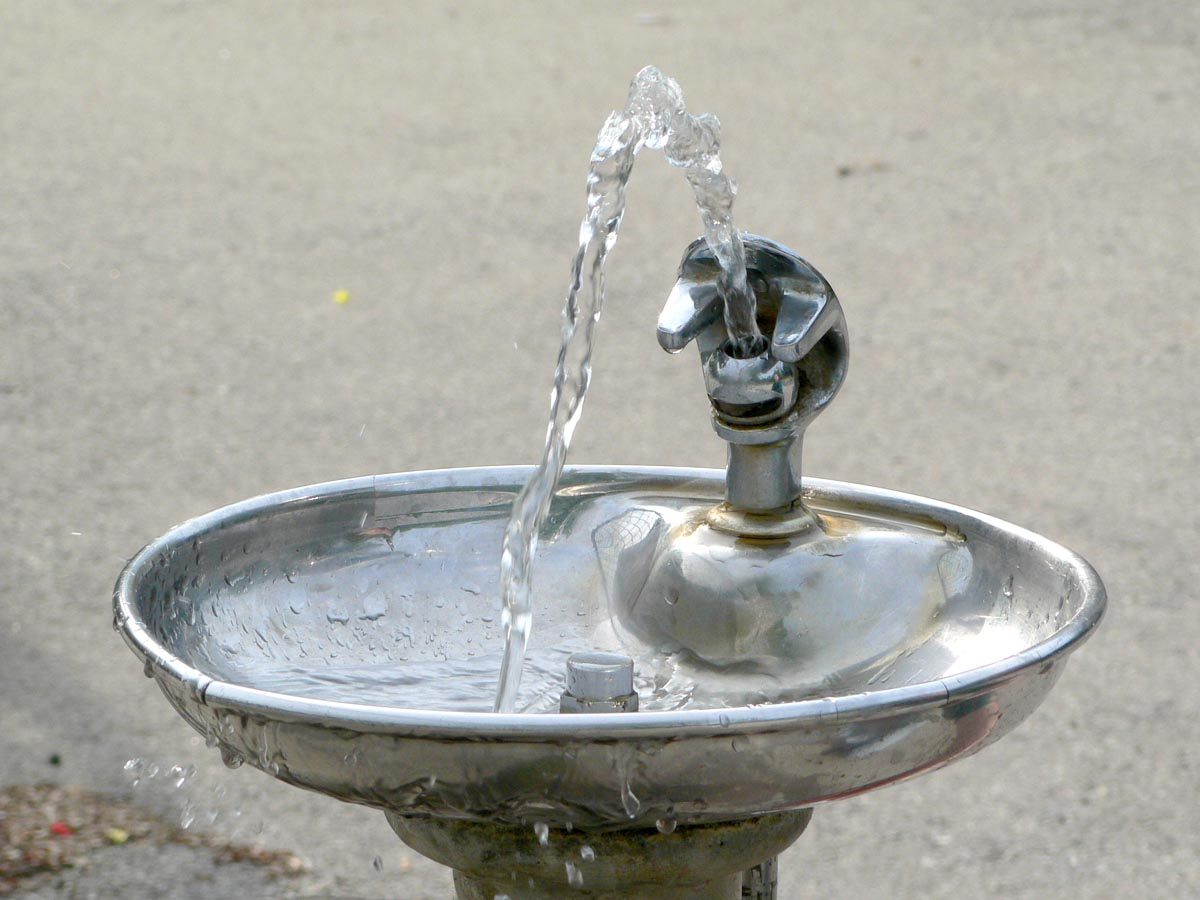

水飲み場（みずのみば）とは、人間や動物が飲料水を飲むことができる場所のことである。水場とも呼ばれる。

## 概要

### 人間のためのもの
公園や駅、学校などに設置されており、利用者は蛇口や足踏みペダルを操作することで真上もしくは斜め上に噴出される水を飲むことができる。公園に設置されたものの中には名産品などを模ったものも存在する。

### 自然界の水飲み場
河川や水たまり、湧き水などがあって動物が水を飲むための場所も水飲み場や水場と呼ばれる。